# 波佐見町立波佐見中学校
波佐見町立波佐見中学校（はさみちょうりつ はさみちゅうがっこう、Hasami Town Hasami Junior High School）は、長崎県東彼杵郡波佐見町折敷瀬（おりしきせ）郷にある公立の中学校。

## 概要
歴史
1947年（昭和22年）創立の「東中学校」と「南中学校」の2校が1976年（昭和51年）に統合され「波佐見町立波佐見中学校」として開校。2026年（令和8年）に統合50周年を迎える。
校訓
「己に厳しく 人に優しく」
校章
校名の波佐見をローマ字にしたときの頭文字「H」の文字を背景にして、中央に「中」を置いている。
校歌
1975年（昭和50年）制定。作詞は福田清人、作曲は沖不可止による。歌詞は2番まであり、1番に「波佐見」が登場する。
校区
「長崎県東彼杵郡波佐見町全域」。小学校区は以下の通り。
- 波佐見町立中央小学校
- 波佐見町立東小学校
- 波佐見町立南小学校

## 沿革

### 旧・東中学校
- 1947年（昭和22年）
  - 4月1日 - 学制改革（六・三制の実施）が行われる。
    - 上波佐見町国民学校の初等科が改組され、「上波佐見町立上波佐見小学校」となる。
    - 上波佐見町国民学校の高等科および青年学校の普通科が改組され、新制中学校「上波佐見町立上波佐見中学校」が発足。小学校校舎を借用し授業を開始。
- 1948年（昭和23年）12月 - 校舎が一部完成。1・2年生は家政女学校（現在の波佐見町役場の位置）の校舎に、3年生は一部完成した校舎に移転。
- 1949年（昭和24年）9月 - 校舎が完成し、全学年を収容。
- 1956年（昭和31年）6月1日 - 上波佐見町と下波佐見村の合併で波佐見町が発足したことにより、「波佐見町立東中学校」に改称。
- 1957年（昭和32年）- 校区変更により、宿郷の生徒が波佐見町立南中学校に転出。
- 1958年（昭和33年）2月 - 校歌を制定。
- 1965年（昭和40年）
  - 3月 - 校旗を制定。
  - 9月 - 女子制服を制定。
- 1967年（昭和42年）
  - 3月 - 体育館が完成。
  - 4月 - 完全給食を開始。
- 1976年（昭和51年）3月31日 - 統合により閉校。29年の歴史に幕をおろす。なお閉校後の校地には波佐見町立東小学校が移転（北緯33度8分29.4秒 東経129度54分47.5秒 / 北緯33.141500度 東経129.913194度）。
  - 校訓 - 「あの人がいないと困るといわれる人になろう」
  - 校歌 - 作詞は福田清人、作曲は沖不可止による。歌詞は3番まであった。

### 旧・南中学校
- 1947年（昭和22年）
  - 4月1日 - 学制改革（六・三制の実施）が行われる。
    - 下波佐見村国民学校の初等科が改組され、「下波佐見村立下波佐見小学校」が発足。
    - 下波佐見村国民学校の高等科と青年学校の普通科が改組され、「下波佐見村立下波佐見中学校」が発足。小学校と青年学校校舎を使用して授業を開始。
- 1948年（昭和23年）8月 - 6教室が完成。
- 1949年（昭和24年）
  - 3月 - 学校林を設置。
  - 4月 - 運動場を拡張。
  - 10月 - 2階建て校舎（本館）が完成。
- 1950年（昭和25年）4月 - 長崎県立川棚高等学校下波佐見分校（長崎県立波佐見高等学校の前身）が設置される。
- 1956年（昭和31年）6月1日 - 上波佐見町と下波佐見村の合併で波佐見町が発足したことにより、「波佐見町立南中学校」に改称。
  - 川棚高校分校の名称も「長崎県立川棚高等学校波佐見分校」に改称（「下」が除かれる））。
- 1957年（昭和32年）- 校区変更により、宿郷の生徒が波佐見町立東中学校から転入。
- 1960年（昭和35年）11月 - 4教室を増築。
- 1961年（昭和36年）3月 - 運動場を拡張。
- 1962年（昭和37年）11月 - 女子制服を制定。
- 1963年（昭和38年）3月 - 校旗・校歌を制定。
- 1969年（昭和44年）4月 - 体育館が完成。運動場を拡張。完全給食を開始。
- 1976年（昭和51年）3月31日 - 統合により閉校。29年の歴史に幕をおろす。
  - 閉校後の校地は、現在では長崎県立波佐見高等学校の校地となっている（北緯33度7分6.2秒 東経129度52分22.1秒 / 北緯33.118389度 東経129.872806度）。
  - 校歌 - 作詞は宮原正彦・中道修、作曲は深山豊による。

### 波佐見中学校
- 1961年（昭和36年）4月 - 統合中学校建設促進研究会が発足。
- 1974年（昭和49年）
  - 3月 - 統合校名が波佐見町立波佐見中学校に決定。
  - 9月 - 統合中学校建設予定地の造成が完了。
  - 10月 - 新築工事が着工。
- 1975年（昭和50年）11月 - 新校歌を制定。
- 1976年（昭和51年）
  - 3月 - 上記2校の育友会（PTA）を統合。
  - 4月1日 - 上記2校が統合され、「波佐見町立波佐見中学校」が開校。初代校長に太田芳秋が就任。
  - 5月 - 統合校舎が完成。
  - 11月 - 体育館・挌技場、気象観測露場が完成。
- 1978年（昭和53年）
  - 1月 - 校訓を制定。
  - 5月 - 波佐見町少年スポーツ振興会が発足。
- 1979年（昭和54年）10月 - プールが完成。
- 1980年（昭和55年）8月 - 窯業室が完成。
- 1981年（昭和61年）
  - 4月 - 特殊学級を開設。
  - 9月 - 校歌の作詞者福田清人が来校。
- 1988年（昭和63年）4月 - 波佐見町の姉妹都市ブラジル・マウイ市視察団が公式訪問。
- 1992年（平成4年）3月 - 陶芸室が完成。
- 1999年（平成11年）1月 - コンピュータを設置。
- 2004年（平成16年）3月 - 下水道排水整備工事が完了。
- 2005年（平成17年）6月 - 長崎県立波佐見高等学校との連携で、やきもの文化体験（作陶活動）事業を実施。
- 2008年（平成20年）1月 - 教室棟の耐震補強工事が完了。
- 2009年（平成21年）3月 - 中学校技術棟の耐震補強工事が完了。
- 2010年（平成22年）2月 - 体育館の耐震工事が完了。
- 2011年（平成23年）2月 - グラウンドを整備。
- 2018年（平成30年）3月 - 新武道館（弘道館）が完成。

## 学校行事
3学期制をとる。

## 部活動
運動部
- バスケットボール部
- バレーボール部（女子）※男子は休部中
- ソフトテニス部
- 卓球部
- 軟式野球部（男子・軟式）- 2014年（平成26年）第31回全日本少年軟式野球大会（横浜スタジアム）において優勝。
- ソフトボール部（女子）
- 陸上部
- 剣道部
- バドミントン部

文化部
- 吹奏楽部
- アート部
- パソコン部
- 図書部（休部中）
- 気象観測部（休部中）

地域クラブ（2025年度より）
- サッカークラブ
- 柔道クラブ

## アクセス
最寄りのバス停
- 西肥自動車（西肥バス）、かわたな・はさみタウンバス[1] 「波佐見役場前」バス停

最寄りの国道・県道
- 長崎県道・佐賀県道1号佐世保嬉野線

## 周辺
- 波佐見町役場
- 波佐見町立中央小学校
- 波佐見町立学校給食センター
- 波佐見町勤労者体育センター
- 波佐見町総合文化会館
- 川棚警察署波佐見交番

## 著名な出身者
- 岩永洋昭（俳優）
- 大仰天 木場事変 (お笑い芸人)
- 福田みつ子（元バレーボール選手）

## 関連事項
- 長崎県中学校一覧